# Narathura impar
Narathura impar är en fjärilsart som beskrevs av Evans 1957. Narathura impar ingår i släktet Narathura och familjen juvelvingar. Inga underarter finns listade i Catalogue of Life.